# Forte di Altafiumara
Das Forte di Altafiumara oder Castello di Altafiumara (früher auch Forte di Santa Trada) war eine Festung an der Küste von Reggio Calabria an der Straße von Messina. Sie steht auf einer der Klippen mit Blick auf die Meerenge in der Nähe von Cannitello, einem Ortsteil von Villa San Giovanni in der italienischen Region Kalabrien. Vor einigen Jahren wurde das Gebäude zu einem Luxushotel umgestaltet.

## Geschichte
Die glaubwürdigsten Informationen über den Zeitpunkt ihres ursprünglichen Baus stammen von Dominikanerpater Antonio Minasi, der in einem Druck von 1790, „Carta corografica ed idrostatica tra Sicilia e Cariddi“ genannt, direkt nach dem „Capo Cavallo sul cui granito sana è rimasta la Torre donde si vede il C. (castello) di Scilla“ (dt.: Kap Cavallo, auf dessen gesundem Granit der Turm steht, von dem aus man die Burg von Scilla sehen kann) den Ort ihrer Errichtung als „Capo del Fortino sul cui rialto si piantò nel 1734 la nota batteria & c.“ (dt.: Kap Fortino, an dessen Aufstieg 1734 die genannte Batterie und Burg errichtet wurde) anzeigt. Die Festung entstand als Befestigung der Bourbon-Sizilien, also in der ersten Hälfte des 18. Jahrhunderts mit der Bezeichnung „Forte di Santa Trada“. Ihre Funktion war vorwiegend militärischer Art, nämlich zur Verteidigung gegen Einfälle von See her; zusammen mit der Befestigung des Torre Cavallo bildete sie einen strategisch bedeutenden Ort zur Kontrolle der Straße von Messina.
Nach den Schäden, die das Erdbeben von 1783 an der Festung verursacht hatte, befahl Joachim Murat, der damalige König von Neapel, 1811 den Wiederaufbau.
1860 fanden an der Festung Kämpfe zwischen den Truppen der Bourbonen und denen von Garibaldi statt, deren Landung direkt an der Mündung des Torrente Santa Trada erfolgte. Im Laufe der Kämpfe brachten die Truppen Garibaldis die Festung unter ihre Kontrolle.
Nach dem Ende ihrer militärischen Funktion verfiel die Anlage zu einer Ruine. Später kaufte eine private Gesellschaft die Überreste und errichtete dort ein elegantes Gebäude für touristische Nutzung. Nach einem sorgsamen Wiederaufbau ist die Anlage heute eines der exklusivsten Hotels von Kalabrien.